# Моннье, Жан Шарль
Жан-Шарль Моннье (фр. Jean-Charles Monnier; 1758—1816) — французский военный деятель, дивизионный генерал (1800 год), граф (1814 год), пэр (1815 год), участник революционных и наполеоновских войн. Имя генерала выбито на Триумфальной арке в Париже.

## Биография
В 1789 году Моннье присоединился к Национальной гвардии Парижа и 14 июля принимал участие в штурме Бастилии.
1 июля 1792 года определён в регулярную армию младшим лейтенантом 7-го пехотного полка в военном лагере Парижа. 30 октября 1792 года стал адъютантом штаба Внутренней армии. 3 февраля 1793 года определён в штаб Итальянской армии. 9 июля 1793 года получил звание командира батальона штаба, и был назначен начальником штаба дивизии генерала Лапуапа. 4 апреля 1794 года назначен начальником штаба дивизии генерала Массена.
10 февраля 1795 года стал полковником штаба. 30 марта 1796 года был назначен начальником штаба 2-й пехотной дивизии генерала Менье, сражался при Саорже, Лоано и Лоди.
23 мая 1796 года произведён генералом Бонапартом в бригадные генералы и возглавил бригаду в составе дивизии генерала Массена. Отличился в сражении при Риволи, при переправе через Тальяменто и при взятии Градиски. 23 мая 1797 года утверждён в чине бригадного генерала Директорией. 14 июня 1797 года – командир 10-й бригады (33-я и 85-я линейные полубригады) 5-й пехотной дивизии генерала Жубера. Принимал участие в боевых опреациях в Тироле. После заключения Кампо-Формийского мира занимал с ноября 1797 года пост коменданта Анконы и командующего департаментами Тронто, Музоне и Метауро. 12 января 1798 года переведён в Английскую армию. С ноября 1798 году командовал бригадой в составе 3-й пехотной дивизии генерала Казабьянки Римской армии генерала Шампионне. Сражался 28 ноября 1798 года при Порто ди Фермо, 8 декабря 1798 года при взятии Чивителла-дель-Тронто, 24 декабря 1798 года при взятии Пескары и 21 января 1799 года при штурме предместье Мадлен в Неаполе, где получил сквозное пулевое ранение через правое плечо в левую челюсть. С 18 мая 1799 года командовал гарнизоном Анконы в 3000 человек. Блокированный превосходящими силами, подписал почётную капитуляцию 17 октября 1799 года. Вскоре был обменян на генерала Лузиньяна и возвратился во Францию.
6 марта 1800 года произведён в дивизионные генералы. 12 марта 1800 года назначен командиром Итальянских легионов в Дижоне. 29 марта 1800 года за храбрую оборону Анконы награждён Почётной саблей. 14 мая 1800 года сменил генерала Гарданна в должности командира 6-й пехотной дивизии Резервной армии. 31 мая 1800 года переправился через Течино, занял Турбиго и 2 июня 1800 года участвовал во взятии Милана. 11 июня 1800 года возглавил дивизию в составе отдельного корпуса генерала Дезе, направленного к Нови для подкрепления группировки генерала Сюше Итальянской армии. 14 июня 1800 года на дороге к Генуе генерал Дезе услушал отдалённую канонаду, после чего остановил движение своих колонн, развернул войска, около 5 часов вечера присоединился к генералу Бонапарту и принял участие в конечном этапе сражения при Маренго, где генерал Моннье прославился при обороне Кастель-Чериоло, а затем преследовал отступающих австрийцев до Бормиды. 5 июля 1800 года стал командиром 1-й пехотной дивизии правого крыла генерала Мишо Итальянской армии. С 28 августа 1800 года под началом генерала Дюпона. Возглавил наступление на Тоскану. 19 октября 1800 года захватил Ареццо, а затем, присоединившись к частям генерала Брюна оккупировал 25 декабря 1800 года Поццоло и 17 января 1801 года занял Верону, после чего в рядах Южной наблюдательной армии генерала Мюрата принял участие в экспедиции против Анконы. 15 апреля 1801 года получил отпуск и был заменён во главе дивизии генералом Матьё. С 13 сентября 1802 года, вследствие конфликта с генералом Бонапартом, оставался без служебного назначения. Во времена Империи, к которой он был очень враждебен, он не работал, и 7 июля 1811 года отправлен в отставку.
При первой Реставрации возвратился 12 июня 1814 года к активной службе, но уже 22 февраля 1815 года вновь вышел в отставку. 6 марта 1815 года присоединился к армии герцога Ангулемского, сражался против бонапартистов 2 апреля 1815 года при Лориоле и 3 апреля 1815 года при Романе. 10 апреля 1815 года эмигрировал в Испанию и возвратился на родину только после разгрома Императора при Ватерлоо. После второй Реставрации награждён 17 августа 1815 года достоинством пэра Франции и возвратился к военной службе с чином генерал-лейтенанта, но уже 18 октября 1815 года вышел в отставку. 6 декабря 1815 года в качестве члена Палаты пэров голосовал за смертную казнь в процессе маршала Нея. Умер от инсульта в ночь с 29 на 30 января 1816 года в Париже в возрасте 57 лет, и был похоронен на кладбище Сен-Сюльпис.

## Воинские звания
- Младший лейтенант (1 июля 1792 года);
- Командир батальона штаба (9 июля 1793 года, утверждён 6 декабря 1794 года);
- Полковник штаба (10 февраля 1795 года);
- Бригадный генерал (23 мая 1796 года, утверждён 23 мая 1797 года);
- Дивизионный генерал (6 марта 1800 года).

## Титулы
- Граф Моннье (фр. comte Monnier; декрет от 30 декабря 1814 года, патент не подтверждён);
- Пэр Франции (фр. pair de France; 17 августа 1815 года).

## Награды
Почётная сабля (29 марта 1800 года)
 Командор ордена Почётного легиона (23 августа 1814 года)
 Кавалер военного ордена Святого Людовика (29 июля 1814 года)
 Великий офицер ордена Почётного легиона (3 апреля 1815 года)